# Nissan X-Trail
O X-Trail é um utilitário esportivo compacto da Nissan. O modelo também é utilizado como base para testes de propulsão a célula de combustível.
Esse modelo de veículo possui versões equipadas com transmissão continuamente variável (Câmbio CVT).